# Ruslan Nikolajewitsch Muraschow
Ruslan Nikolajewitsch Muraschow (russisch Руслан Николаевич Мурашов; * 29. Dezember 1992 in Woskressensk, Oblast Moskau) ist ein russischer Eisschnellläufer.

## Werdegang
Muraschow debütierte im Weltcup zu Beginn der Saison 2014/15 in Obihiro. Dort belegte er den vierten und den dritten Platz über 500 m und erreichte damit seine erste Podestplatzierung. Beim folgenden Weltcup in Seoul kam er über 500 m erneut auf den dritten Platz. Im Februar 2015 wurde er bei den Einzelstreckenweltmeisterschaften in Heerenveen Sechster im 2 × 500-m-Lauf. Bei der anschließenden Sprintweltmeisterschaft 2015 in Astana errang er den 23. Platz im Sprint-Mehrkampf. Beim Weltcupfinale in Erfurt holte er über 500 m seinen ersten Weltcupsieg und erreichte damit den dritten Platz im Gesamtweltcup über 500 m. Zu Beginn der folgenden Saison errang er in Calgary den dritten Platz im Teamsprint. Beim Weltcup in Heerenveen siegte er über 500 m und belegte im Teamsprint den zweiten Rang. Es folgten drei zweite und einen dritten Platz. Zudem holte er im März 2016 in Heerenveen über 500 m seinen dritten Weltcupsieg und erreichte zum Saisonende den zweiten Platz im Gesamtweltcup über 500 m. Im Februar 2016 gewann er bei den Einzelstreckenweltmeisterschaften in Kolomna die Silbermedaille im 2 × 500-m-Lauf und belegte bei der Sprintweltmeisterschaft in Seoul den 11. Platz. In der Saison 2016/17 holte er drei Siege über 500 m und belegte zudem einmal den zweiten Platz. Bei den Einzelstreckenweltmeisterschaften 2017 in Gangwon gewann er die Bronzemedaille über 500 m und errang im Lauf über 1000 m den 19. Platz. Die Saison beendete er im Weltcup über 500 m auf dem zweiten Platz. In der folgenden Saison wurde er in Heerenveen Dritter im Teamsprint und in Salt Lake City Erster über 500 m. Bei den Europameisterschaften 2018 in Kolomna gewann er die Goldmedaille im Teamsprint und lief zudem auf den neunten Platz über 500 m.
In der Saison 2018/19 siegte Muraschow in Tomakomai im Teamsprint und errang in Tomaszów Mazowiecki den dritten Platz im Teamsprint. Im Hamar wurde er Zweiter über 500 m und erreichte zum Saisonende den siebten Platz im Gesamtweltcup über 500 m. Bei den Einzelstreckenweltmeisterschaften 2019 in Inzell holte er die Bronzemedaille im Teamsprint und die Goldmedaille über 500 m. Ende Februar 2019 lief er bei der Sprintweltmeisterschaft in Heerenveen auf den zehnten Platz.

## Persönliche Bestzeiten
- 0500 m    33,99 s (aufgestellt am 14. Februar 2020 in Salt Lake City)
- 1000 m    1:07,13 min (aufgestellt am 15. Februar 2020 in Salt Lake City)
- 1500 m    1:54,51 min (aufgestellt am 12. Oktober 2011 in Tscheljabinsk)
- 3000 m    4:16,55 min (aufgestellt am 5. Januar 2010 in Kolomna)
- 5000 m    7:30,16 min (aufgestellt am 28. Februar 2009 in Kolomna)

## Teilnahmen an Weltmeisterschaften

### Einzelstrecken-Weltmeisterschaften
- 2015 Heerenveen: 6. Platz 2 × 500 m
- 2016 Kolomna: 2. Platz 2 × 500 m
- 2017 Gangwon: 3. Platz 500 m, 19. Platz 1000 m
- 2019 Inzell: 1. Platz 500 m, 3. Platz Teamsprint
- 2020 Salt Lake City: 2. Platz 500 m, 8. Platz 1000 m

### Sprint-Weltmeisterschaften
- 2016 Seoul: 11. Platz Sprint-Mehrkampf
- 2019 Heerenveen: 10. Platz Sprint-Mehrkampf

## Weltcupsiege

### Weltcupsiege im Einzel
| Nr. | Datum             | Ort            | Disziplin |
| --- | ----------------- | -------------- | --------- |
| 1.  | 22. März 2015     | Erfurt         | 500 m     |
| 2.  | 13. Dezember 2015 | Heerenveen     | 500 m     |
| 3.  | 11. März 2016     | Heerenveen     | 500 m     |
| 4.  | 4. Dezember 2016  | Astana         | 500 m     |
| 5.  | 11. Dezember 2016 | Heerenveen     | 500 m     |
| 6.  | 29. Januar 2017   | Berlin         | 500 m     |
| 7.  | 9. Dezember 2017  | Salt Lake City | 500 m     |
| 8.  | 7. Februar 2020   | Calgary        | 500 m     |

### Weltcupsiege im Team
| Nr. | Datum             | Ort       | Disziplin    |
| --- | ----------------- | --------- | ------------ |
| 1.  | 25. November 2018 | Tomakomai | Teamsprint 1 |
| 2.  | 13. Dezember 2019 | Nagano    | Teamsprint 2 |